# Piper achotense
Piper achotense är en pepparväxtart som beskrevs av Trel. & Yunck.. Piper achotense ingår i släktet Piper och familjen pepparväxter. Inga underarter finns listade i Catalogue of Life.